# Grand Prix Formule 1 van Groot-Brittannië 1971
De Grand Prix Formule 1 van Groot-Brittannië 1971 werd gehouden op 17 juli 1971 op Silverstone.

## Uitslag
| Positie | Nummer | Rijder               | Team                  | Ronden | Tijd/Opgave      | Startplaats | Punten |
| ------- | ------ | -------------------- | --------------------- | ------ | ---------------- | ----------- | ------ |
| 1       | 12     | Jackie Stewart       | Tyrrell-Ford          | 68     | 1:31:31.5        | 2           | 9      |
| 2       | 18     | Ronnie Peterson      | March-Ford            | 68     | 36.1             | 5           | 6      |
| 3       | 1      | Emerson Fittipaldi   | Lotus-Ford            | 68     | 50.5             | 4           | 4      |
| 4       | 26     | Henri Pescarolo      | March-Ford            | 67     | + 1 Ronde        | 17          | 3      |
| 5       | 24     | Rolf Stommelen       | Surtees-Ford          | 67     | + 1 Ronde        | 12          | 2      |
| 6       | 23     | John Surtees         | Surtees-Ford          | 67     | + 1 Ronde        | 18          | 1      |
| 7       | 22     | Jean-Pierre Beltoise | Matra                 | 66     | + 2 Rondes       | 15          |        |
| 8       | 17     | Howden Ganley        | British Racing Motors | 66     | + 2 Rondes       | 11          |        |
| 9       | 16     | Jo Siffert           | British Racing Motors | 66     | + 2 Rondes       | 3           |        |
| 10      | 14     | François Cevert      | Tyrrell-Ford          | 65     | + 3 Rondes       | 10          |        |
| 11      | 20     | Nanni Galli          | March-Ford            | 65     | + 3 Rondes       | 21          |        |
| 12      | 8      | Tim Schenken         | Brabham-Ford          | 63     | Versnellingsbak  | 7           |        |
| NC      | 3      | Reine Wisell         | Lotus-Pratt & Whitney | 57     | Niet geklasseerd | 19          |        |
| NC      | 19     | Andrea de Adamich    | March-Alfa Romeo      | 56     | Niet geklasseerd | 24          |        |
| NF      | 10     | Peter Gethin         | McLaren-Ford          | 53     | Motor            | 14          |        |
| NF      | 4      | Jacky Ickx           | Ferrari               | 51     | Motor            | 6           |        |
| NF      | 5      | Clay Regazzoni       | Ferrari               | 48     | Oliedruk         | 1           |        |
| NF      | 21     | Chris Amon           | Matra                 | 35     | Motor            | 9           |        |
| NF      | 9      | Denny Hulme          | McLaren-Ford          | 32     | Motor            | 8           |        |
| NF      | 25     | Derek Bell           | Surtees-Ford          | 23     | Ophanging        | 23          |        |
| NF      | 6      | Mike Beuttler        | March-Ford            | 21     | Oliedruk         | 20          |        |
| NF      | 2      | Dave Charlton        | Lotus-Ford            | 1      | Motor            | 13          |        |
| NF      | 7      | Graham Hill          | Brabham-Ford          | 0      | Ongeluk          | 22          |        |
| NF      | 11     | Jackie Oliver        | McLaren-Ford          | 0      | Ongeluk          | 16          |        |

## Statistieken
| Pole-position | Clay Regazzoni | Ferrari      | 1:18.1 |
| Snelste ronde | Jackie Stewart | Tyrrell-Ford | 1:19.9 |

## Noot
- Dit was het debuut van de Britse coureur Mike Beuttler.
- Tiende snelste ronde voor Jackie Stewart.

1926 · 1927 · 1948 · 1949 · 1950 · 1951 · 1952 · 1953 · 1954 · 1955 · 1956 · 1957 · 1958 · 1959 · 1960 · 1961 · 1962 · 1963 · 1964 · 1965 · 1966 · 1967 · 1968 · 1969 · 1970 · 1971 · 1972 · 1973 · 1974 · 1975 · 1976 · 1977 · 1978 · 1979 · 1980 · 1981 · 1982 · 1983 · 1984 · 1985 · 1986 · 1987 · 1988 · 1989 · 1990 · 1991 · 1992 · 1993 · 1994 · 1995 · 1996 · 1997 · 1998 · 1999 · 2000 · 2001 · 2002 · 2003 · 2004 · 2005 · 2006 · 2007 · 2008 · 2009 · 2010 · 2011 · 2012 · 2013 · 2014 · 2015 · 2016 · 2017 · 2018 · 2019 · 2020 · 2021 · 2022 · 2023 · 2024 · 2025 · 2026 · 2027 · 2028 · 2029 · 2030 · 2031 · 2032 · 2033 · 2034